# Блажо Јовановић
Блажо Јовановић (Веље Брдо, код Подгорице, 28. март 1907 — Игало, 4. фебруар 1976) био је учесник Народноослободилачке борбе, друштвено-политички радник СФРЈ и СР Црне Горе, јунак социјалистичког рада и народни херој Југославије.

## Биографија
Рођен је 28. марта 1907. године у селу Вељем Брду, код Подгорице. Потиче из сиромашне сељачке породице, због чега је веома рано почео да ради, да би зарадио за школовање. Још као гимназијалац, приступио је радничком покрету, а 1924. постао је члан Комунистичке партије Југославије (КПЈ). Убрзо након пријема у КПЈ, постао је секретар партијске ћелије у родном месту.
После завршетка гимназије у Подгорици, одлази у Београд, где најпре уписује Медицински, а потом прелази на Правни факултет. За време студија активно је учествовао у раду студентског покрета на Београдском универзитету. После завођења Шестојануарске диктатуре краља Александра Карађорђевића, 1929. Блажо је као апсолвент права отишао у Загреб, где се запослио у Среском суду, као записничар.
Дипломирао је 1931. на Правном факултету у Загребу и потом добио место судског приправника у Среском суду у Вараждину. Доласком у Вараждин, Блажо је оживео партијски рад у овом месту. Формирао је прве партијске ћелије, а потом и Месни комитет, чији је био секретар. Његова партијска делатност се касније проширила и на околна места, па је формиран и Окружни комитет КПЈ за Вараждин, а Блажо је био његов секретар три године. Успео је и да успостави партијску везу са Загребом и Покрајинским комитетом КПЈ за Хрватску.
Крајем 1934. године, премештен је у Окружни суд у Подгорици. Али је убрзо потом је напустио судски посао и прешао у адвокате. Повремено се бавио и новинарством, био је политички коментатор у више црногорских листова: Цети, Слободној мисли, Гласу Црне Горе и др.
У периоду од 1934. до 1936. био је секретар Покрајинског комитета КПЈ за Црну Гору, Боку, Санџак и Косово и Метохију и члан Централног комитета СКОЈ-а. После велике полицијске провале у партијску организацију у Црној Гори 1936, дошло је до расцепа партијске организације. Велики број комуниста је похапшен, одређени број је прешао у Албанију, а остали су прешли у илегалност.
Активно је учествовао у организовању демонстрација на Цетињу, поводом хапшења комуниста, 1936. године. Иако су демонстрације биле забрањене, окупило се око 2.000 људи и успело да пробије жандармеријску блокаду и одржи демонстрације на Белведеру, код Цетиња. Приликом покушаја жандарма да растуре демонстрације убијено је шест, а рањено 33 демонстраната. Блажо је, као један од главних организатора, ухапшен и забрањено му је кретање ван Црне Горе, на годину дана.
После хапшења Блажо прелази у илегалност и активно наставља политички рад. Организатор је више штрајкова у Подгорици и Никшићу. Био је изабран за председника Радничко-сељачке странке, преко које је деловала тада илегална Комунистичка партија Југославије. На парламентарним изборима, одржаним децембра 1938, добио је највећи број гласова за народног посланика подгоричког среза, али је исте ноћи после избора, скинут с посланичке листе, због комунистичког деловања.
Године 1938. на Седмој покрајинској конференцији изабран је за секретара Покрајинског комитета КПЈ за Црну Гору, Боку, Санџак и Косово и Метохију. Био је један од организатора Осме покрајинске конференције, одржане 16. и 19. августа 1940. у селу Жугића Барама, код Жабљака. У раду ове конференције учествовало је 30 делегата, као и генерални секретар КПЈ Јосип Броз Тито и члан ЦК КПЈ Иван Милутиновић. Блажо је конференцији поднео политички реферат и изабран за делегата за Пету земаљску конференцију КПЈ.
На Петој земаљској конференцији КПЈ, одржаној октобра 1940. у Загребу, изабран је за члана Централног комитета КПЈ. Такође, током 1940. године био је слушалац Курса ЦК КПЈ одржаног у Загребу.

### Народноослободилачка борба
После Априлског рата и окупације Краљевине Југославије, активно је учествовао у организовању устанка народа Црне Горе. Учествовао је на Мајском саветовању КПЈ у Загребу, на коме су донесене инструкције за покретање Народноослободилачке борбе. Као секретар ПК КПЈ за Црну Гору, учествовао је у раду свих седница и саветовања Покрајинског комитета, као и у организовању Тринаестојулског устанка.
После сплашњавања устанка у Црној Гори и повлачења партизанских јединица и Врховног штаба НОПОЈ-а из Србије, крајем 1941. године учествовао је у сређивању стања у партизанским јединицама и формирању Главног штаба НОП одреда Црне Горе и Боке. У том периоду вршио је неколико одговорних функција: био је организациони секретар Покрајинског комитета, политички комесар Главног штаба и командант Зетског НОП одреда.
Као командант Зетског партизанског одреда руководио је партизанском акцијом на Јелином Дубу, у Братожићима, када је уништено 40 италијанских камиона и заробљено више војника и официра. Учествовао је у припреми и раду Острошке скупштине, одржане 8. фебруара 1942. године у манастиру Острог, на којој је изабран Главни Народноослободилачки одбор за Црну Гору, Боку и Санџак.
Марта 1942, због слабости у раду, Врховни штаб НОВ и ПОЈ је реорганизовао Главни штаб НОПО Црне Горе и Боке, а ЦК КПЈ је реорганизовао Покрајински комитет КПЈ за Црну Гору и Боку. Тада је од свих старих чланова остао само Блажо Јовановић, који је преузео функцију заменика политичког комесара Главног штаба.
Јуна 1942. постављен је за заменика политичког комесара, тек формиране, Пете пролетерске црногорске ударне бригаде. А септембра 1942. добија специјални задатак, од генералног секретара КПЈ и Врховног команданта НОВ и ПОЈ Јосипа Броза Тита, да иде у Албанију и помогне албанским комунистима у организовању оружане борбе. С групом од 15 бораца, почетком октобра кренуо је из Прозора за Албанију.
У Албанији је провео осам месеци. Дао је велику помоћ албанским комунистима у организовању Прве конференције Комунистичке партије Албаније, као и у организовању оружане борбе. Био је представник КПЈ и Коминтерне у КП Албаније. После повратка из Албаније, у пролеће 1943. године именован је за политичког секретара Покрајинског комитета КПЈ за Црну Гору, Боку и Санџак. Био је члан Црногорске антифашистичке скупштине народног ослобођења и Антифашистичке скупштине народног ослобођења Југославије.

#### Учешће у лијевим скретањима
У време најжешћег партизанског прогона неистомишљеника, крајем 1941. и почетком 1942, познатијих као „лијева скретања”, Блажо Јовановић је био на истакнутим функцијама. Када је 8. априла 1942. Тито на основу захтева Милована Ђиласа и Ивана Милутиновића одобрио смењивање Покрајинског комитета за Црну Гору, у новоизабрани комитет је од старог руководства ушао једино Јовановић, без обзира што је у више наврата у својим писмима штабовима батаљона под његовом командом позивао на убиства цивила, ратних заробљеника, сељака, и жена.

### Послератни период
Априла 1945. Блажо Јовановић је постао први председник Владе Народне Републике Црне Горе и на тој дужности остао до 1953. године. Од децембра 1953. до јула 1962. био је за председник Народне скупштине НР Црне Горе.
Од 1943. до 1963. године обављао је дужност секретара Покрајинског комитета КПЈ за Црну Гору, а касније Комунистичке партије Црне Горе. Био је први председник Народног фронта, а касније Савеза социјалистичког радног народа Црне Горе и први председник СУБНОР-а Црне Горе. Од 1940. до 1954. био је члан ЦК КПЈ, а од 1954. до 1969. члан Извршног комитета ЦК СКЈ.
Од 1945. до 1963. биран је за посланика Савезне народне скупштине; у два сазива је био члан Президијума Народне скупштине ФНРЈ, а од 1963. до 1975. био је председник Уставног суда Југославије. Учествовао је на одржавању Прве конференције европских уставних судова и Пете међународне конференције „Европски мир путем права“. Јула 1971. изабран је у Извршни комитет Светске организације правника „Светски мир путем права“, а 1973. учествовао је на конференцији ове организације.
Аутор је више политичких текстова, као и монографије Актуелна питања Уставног суда Југославије. Имао је чин резервног генерал-мајора ЈНА и био члан Савета федерације.
Умро је 4. фебруара 1976. године у Игалу, а сахрањен је у Титограду.
Носилац је Партизанске споменице 1941. и великог броја иностраних и југословенских одликовања, међу којима су — Орден југословенске велике звезде, Орден јунака социјалистичког рада, Орден народног ослобођења, Орден југословенске заставе са лентом, Орден партизанске звезде са златним венцем и Орден за храброст. Орденом народног хероја одликован је 10. јула 1953. године.
По њему је назван Мост Блажа Јовановића у Подгорици.

## Видите још
- Лидија Јовановић
- Прва влада Блаже Јовановића
- Друга влада Блаже Јовановића